# Hafliðaskrá
Hafliðaskrá (compilación de Hafliði) o  Bergþórslög (leyes de Bergþór) fue un compendio de leyes islandesas que por primera vez se plasmaron por escrito, entre 1117 y 1118 para su aprobación en el Althing y cuya autoría se imputa a Hafliði Másson con apoyo de Bergþór Hrafnsson, lögsögumaður de Islandia. La obra no ha sobrevivido y solo se conoce su existencia por las menciones en las sagas nórdicas.